# André Gilles Célestin Lawalrée
Dr. André Gilles Célestin Lawalrée (2 de febrero de 1921, Lieja - 18 de abril de 2005, Bruselas) fue un botánico, pteridólogo, curador, y explorador belga.
Fue Jefe del "Departamento de Plantas Vasculares (Spermatophyta-Pteridophyta)" del Jardín Botánico Nacional de Bélgica.

## Algunas publicaciones
- 1974. La création d'Oncidium limminghei E. Morren. 4 pp.
- 1969. Parkeriaceae. Flore du Congo, du Rwanda et du Burundi: Ptéridophytes. 3 pp.
- 1969. Actiniopteridaceae. Flore du Congo, du Rwanda et du Burundi: Ptéridophytes. 6 pp.

### Secciones deFlora of Central Africa: Congo,Ruanda,Burundi"
- 1969. Flore d'Afrique Centrale: Ptéridophytes, Psilotaceae 5 pp.

- 1969. Flore d'Afrique Centrale: Ptéridophytes, Parkeriaceae 5 pp.

- 1969. Flore d'Afrique Centrale: Ptéridophytes, Equisetaceae 5 pp.

- 1969. Flore d'Afrique Centrale: Ptéridophytes, Actiniopteridaceae 9 pp.

- 1970. Flore d'Afrique Centrale: Ptéridophytes, Schizaeceae 10 pp.

- 1971. Flore d'Afrique Centrale: Ptéridophytes, Blechnaceae 11 pp.

- 1972. Flore d'Afrique Centrale: Spermatophytes, Valerianacea 5 pp.

- 1976. Flore d'Afrique Centrale: Ptéridophytes, Azollaceae 5 pp.

- 1979. Flore d'Afrique Centrale: Spermatophytes, Dipsacaceae 12 pp.

- 1982. Flore d'Afrique Centrale: Spermatophytes, Caprifoliaceae. 6 pp.

- 1990. Flore d'Afrique Centrale: Ptéridophytes, Lycopodiaceae. 22 pp.

- 1993. Flore d'Afrique Centrale: Ptéridophytes, Davalliaceae. 8 pp.

- 2000. Flore d'Afrique Centrale: Ptéridophytes, Nephrolepidaceae. 16 pp'

### Libros
- joseph Beaujean, marcel Florkin, andré Lawalrée. 2009. Quelques pages de la botanique au pays de Liège aux 18e et 19e siècles: en hommage à Marcel Florkin (+1979) et à André Lawalrée (+2005). Nº 187 de Lejeunia: Nouvelle série. Ed. Les Editions de Lejeunia. 38 pp.

- 1996 (con otros). Pierre-Joseph Redouté, 1759-1840 : la famille, l'œuvre. Bruxelles : Crédit communal

- 1988 (con E Landolt) Flore d'Afrique Centrale: Spermatophytes, Lemnaceae. 12 pp'

- 1987. Les jardins aquatiques: un rêve, un défi, une découverte!. Ed. Vander. 320 pp. ISBN 2-8008-0015-1

- 1986 (con D Dethier, E Gilissen) Flore d'Afrique Centrale: Spermatophytes, Compositae (Part 1): Subfamily Cichorioideae. 72 pp.

- 1981. Beschermde wilde planten in België (Plantes sauvages protégées en Belgique). Ed. Ministerie van Landbouw, Nationale Plantentuin van België. 91 pp.

- 1981 (con G Bruynseels) Flore d'Afrique Centrale: Spermatophytes, Pontederiaceae 11 pp.

- 1978. Inleiding tot de flora van België. 67 pp.

- 1974. La création d'Oncidium limminghei E. Morren. 4 pp.

- 1973 (con F. Badre) Flore du Gabon. Malpighiacées, Nectaropétalacées, Lépidobotryacées, Cténolophonacées, Humiriacées, Erythroxylacées, Ixonanthacées - Santalacées

- 1972 (con F. Badre) Flore du Cameroun. Malpighiacées, Linacées, Lépidobotryacées, Cténolophonacées, Humiriacées, Erythroxylacées, Ixonanthacée - Santalacées'

- 1965. Marie-Anne Libert - Botaniste (1782 - 1865). Biographie, Genealogie, Bibliographie. 120 pp.

- jan Balis, andré Lawalrée. 1961. L'orchidée en Belgique: catalogue de l'exposition. Nº 5 de Catalogues des expositions organisées à la Bibliothèque Albert Ier, à Bruxelles. Ed. Bibliothèque royale de Belgique. 77 pp.

- régine Fabri, andré Lawalrée, j. Legrain, walter Robyns, n. Sougnez. 1958. Rosaceae-Amygdalaceae. Volumen 10 de Flore générale de Belgique. 440 pp.

- 1955. Compositæ, Leeaceæ, Lemnaceæ et Vitaceæ. Ed. Institut Royal des Sciences Naturelles de Belgique. 27 pp.

- 1952-1993 (con otros) Flore générale de Belgique. Spermatophytes Jardin botanique de l'Etat

- 1950. Ptéridophytes. Flore générale de Belgique. Ed. Jardin botanique de l'État. 194 pp.

## Honores
- Jefe Honorario del "Departamento de Plantas Vasculares (Spermatophyta-Pteridophyta)" del Jardín Botánico Nacional de Bélgica

### Epónimos
- (Asteraceae) Taraxacum lawalreei Soest[2]
- (Dryopteridaceae) Dryopteris × lawalreei Janch.[3]
- (Orchidaceae) × Dactylodenia lawalreei P.Delforge & D.Tyteca[4]
- (Ranunculaceae) Ranunculus lawalreei (Demarsin) Ericsson[5]

- La abreviatura «Lawalrée» se emplea para indicar a André Gilles Célestin Lawalrée como autoridad en la descripción y clasificación científica de los vegetales.[6]